# Stefan Geier
Stefan Geier (* 8. Jänner 1988 in Judenburg) ist ein österreichischer Eishockeyspieler, der zwischen 2008 und 2022 ununterbrochen beim EC KAC in der Österreichischen Eishockey-Liga aktiv war.

## Karriere
Stefan Geier begann seine Karriere in den Nachwuchsmannschaften des ehemaligen Nationalliga-Teams EV Zeltweg und debütierte in der Saison 2003/04 in der Kampfmannschaft. Ein Jahr später hatte er bereits einen Stammplatz im Kader. Während der Saison wurde der Bundesliga-Club EC KAC auf ihn und seinen Bruder Manuel aufmerksam und nahm die beiden Spieler unter Vertrag. 
Für die Spielzeit 2007/08 wurden die Brüder an den schwedischen Drittligisten IFK Arboga IK verliehen, wo die beiden die volle Saison absolvierten und mit guten Statistiken beenden konnten. Im Sommer 2008 kehrten die beiden zum EC KAC zurück und bildeten in der Folge zusammen mit David Schuller als Center eine schnelle und spielerisch gute Angriffslinie. In dieser Saison gelang der Mannschaft auch aufgrund der großen Kadertiefe der Gewinn des Meistertitels. Auch 2013 wurde Geier mit den Klagenfurtern österreichischer Meister. 
Weitere Meistertitel folgten 2019 und 2021. Nach der Saison 2021/22 beendeten die Zwillinge Geier ihre Profi-Karriere und spielten anschließend auf Amateurebene für den EV Zeltweg. Seit 2023 betreiben die Brüder gemeinsam einen Handwerksbetrieb.

### International
Geier nahm im Juniorenbereich für Österreich an den U18-Weltmeisterschaften 2005 und 2006 sowie an den U20-Weltmeisterschaften 2007 und 2008 teil.
Sein Debüt in der österreichischen Herren-Auswahl gab Geier am 5. November 2009 bei der 2:4-Niederlage im Freundschaftsspiel gegen Belarus in Babrujsk. Für die Mannschaft des Alpenstaates spielte er bei den Weltmeisterschaften der Division I 2012 und 2014, als jeweils der Aufstieg in die Top-Division gelang, sowie 2016, als der Aufstieg aufgrund einer abschließenden 1:2-Niederlage gegen Slowenien verpasst wurde.

## Erfolge und Auszeichnungen
- 2009 Österreichischer Meister mit dem EC KAC
- 2012 Aufstieg in die Top-Division bei der Weltmeisterschaft der Division I, Gruppe A
- 2013 Österreichischer Meister mit dem EC KAC
- 2014 Aufstieg in die Top-Division bei der Weltmeisterschaft der Division I, Gruppe A
- 2019 Österreichischer Meister mit dem EC KAC
- 2021 Österreichischer Meister mit dem EC KAC

## Karrierestatistik

### International
Vertrat Österreich bei:
- U18-Junioren-Weltmeisterschaft 2005
- U18-Junioren-Weltmeisterschaft 2006
- U20-Junioren-Weltmeisterschaft 2007
- U20-Junioren-Weltmeisterschaft 2008
- Weltmeisterschaft 2012
- Weltmeisterschaft 2014
- Weltmeisterschaft 2016

(Legende zur Spielerstatistik: Sp oder GP = absolvierte Spiele; T oder G = erzielte Tore; V oder A = erzielte Assists; Pkt oder Pts = erzielte Scorerpunkte; SM oder PIM = erhaltene Strafminuten; +/− = Plus/Minus-Bilanz; PP = erzielte Überzahltore; SH = erzielte Unterzahltore; GW = erzielte Siegtore; 1 Play-downs/Relegation; Kursiv: Statistik nicht vollständig)